# Bali (démon)
Pour les articles homonymes, voir Bali (homonymie).

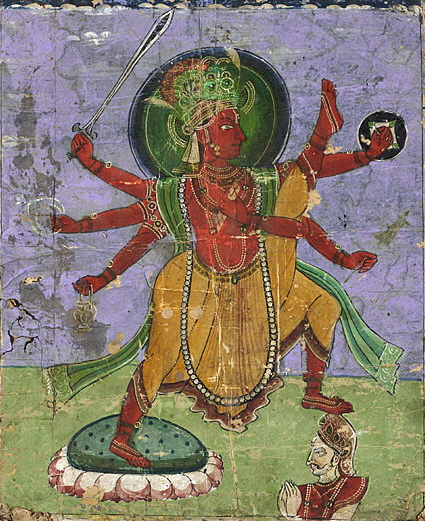
L'avatar Vamana écrase la tête de Bali.

Bali (ou Mahābalī) était un roi asura, petit-fils de Prahlada. Le festival Onam est célébré en son honneur.

## Conquête de l'univers et bannissement

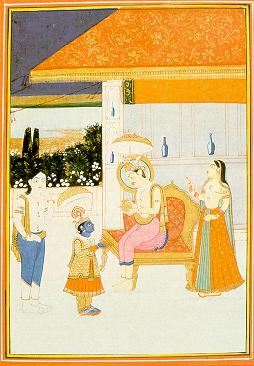
Vishnou sous la forme de Vamana venant à la rencontre du roi Bali

Bali, un asura, était le fils de Viktare et Virochana. Il fut élevé par son grand-père Prahlada, qui lui enseigna vertu et dévotion. Bali succéda à son grand-père en tant que roi des Asuras, et son règne était caractérisé par la paix et la prospérité. Ensuite il a étendu son royaume, prenant le monde entier sous son règne bienveillant, et put même conquérir l'enfer et le ciel, au détriment d'Indra et des devas. Après leur défaite face à Bali, les dévas demandèrent à Vishnou de restaurer leur légitime contrôle du ciel.
Au ciel, Bali, sur les conseils de son guru Sukracharya, a commencé à sacrifier des chevaux pour maintenir son règne sur les trois mondes. Vishnou descendit en tant qu'avatar, sous la forme de Vamana, un brahmane nain, et demanda pendant le rite à Bali qu'on lui donne autant de terre qu'il pouvait parcourir en trois pas.
Malgré les mises en garde de ses conseillers, Bali accepta le marché. Alors Vamana prit une taille immense : avec son premier pas il traversa toute la terre et l'enfer, avec le deuxième il traversa le ciel. Avouant sa défaite et voyant que Vamana n'avait plus de place pour son dernier pas, Bali proposa d'offrir sa propre tête pour celui-ci.
Bali fut donc banni en enfer. Mais grâce à sa dévotion et son dharma sans failles, il lui était permis de visiter ses sujets une fois par an et il fut envoyé par Vishnou au royaume souterrain de Sutala ou il aurait une vie agréable "avec tous les plaisirs du monde.